# Arbon
Arbon (njemački: Arbon, latinski: Arbor Felix - sretno drvo) je grad u Švicarskoj i grad kantona Thurgaua. 

## Gradske četvrti
- Altstadt
- Bergli
- Süd-Quartier
- Scheidweg
- Stachen
- Frasnacht

## Sport
- FC Arbon, nogometni klub

## Poznati
Ovdje ulaze osobe koje su rođene i/ili su djelovale u Arbonu.
- Saurer Hippolyt (*1878–1936), izumitelj

- Saurer Hippolyt

## Vanjske poveznice
- Službena stranica grada Arbona